# Мак-Дауэлл (округ, Северная Каролина)
Округ Мак-Дауэлл (англ. McDowell County) располагается в штате Северная Каролина, США. Официально образован в 1842 году. По состоянию на 2010 год, численность населения составляла 44 996 человек.

## География
По данным Бюро переписи США, общая площадь округа равняется 1155,141 км2, из которых 1142,191 км2 суша и 12,950 км2 или 1,060 % это водоемы.

## Население
По данным переписи населения 2000 года в округе проживает 42 151 жителей в составе 16 604 домашних хозяйств и 11 954 семей. Плотность населения составляет 37,00 человек на км2. На территории округа насчитывается 18 377 жилых строений, при плотности застройки около 16,00-ти строений на км2. Расовый состав населения: белые — 92,18 %, афроамериканцы — 4,16 %, коренные американцы (индейцы) — 0,29 %, азиаты — 0,92 %, гавайцы — 0,01 %, представители других рас — 1,61 %, представители двух или более рас — 0,84 %. Испаноязычные составляли 2,88 % населения независимо от расы.
В составе 30,30 % из общего числа домашних хозяйств проживают дети в возрасте до 18 лет, 57,50 % домашних хозяйств представляют собой супружеские пары проживающие вместе, 10,20 % домашних хозяйств представляют собой одиноких женщин без супруга, 28,00 % домашних хозяйств не имеют отношения к семьям, 24,30 % домашних хозяйств состоят из одного человека, 10,30 % домашних хозяйств состоят из престарелых (65 лет и старше), проживающих в одиночестве. Средний размер домашнего хозяйства составляет 2,45 человека, и средний размер семьи 2,90 человека.
Возрастной состав округа: 22,80 % моложе 18 лет, 8,20 % от 18 до 24, 29,90 % от 25 до 44, 24,90 % от 45 до 64 и 24,90 % от 65 и старше. Средний возраст жителя округа 38 лет. На каждые 100 женщин приходится 99,30 мужчин. На каждые 100 женщин старше 18 лет приходится 97,70 мужчин.
Средний доход на домохозяйство в округе составлял 32 396 USD, на семью — 37 789 USD. Среднестатистический заработок мужчины был 26 609 USD против 21 640 USD для женщины. Доход на душу населения составлял 16 109 USD. Около 9,00 % семей и 11,60 % общего населения находились ниже черты бедности, в том числе — 15,10 % молодежи (тех, кому ещё не исполнилось 18 лет) и 15,70 % тех, кому было уже больше 65 лет.